# Erik Lundkvist
För andra betydelser, se Erik Lundkvist (olika betydelser).

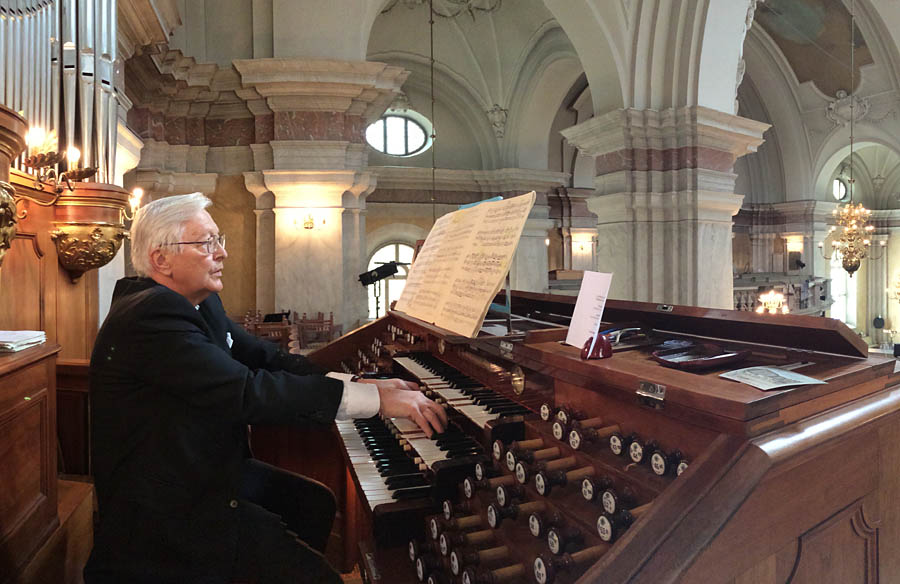
Erik Lundkvist spelar på Otto Olssons orgel i Gustaf Vasa kyrka.

Erik Lundkvist, född 28 november 1940, är en svensk organist. 
Lundkvist studerade vid Kungliga Musikhögskolan och avlade organist-, kantors, och musiklärarexamen 1964, tog solistdiplom 1967 och pianopedagogexamen 1970. Han var vikarierande domkyrkoorganist i Uppsala 1964–1967 och var organist i Gustav Vasa kyrka i Stockholm 1971–2005. 1971 blev han organist i Stockholms konserthus. Han är sedan 1973 konstnärlig ledare för Stockholms Orgelfestival.
Erik Lundkvist har bedrivit en omfattande konsertverksamhet utomlands. Han har också verkat som musikskribent i tidningen Svensk kyrkomusik och var medarbetare i andra upplagan av Sohlmans musiklexikon.  Lundkvist är känd för sin interpretation av samtida musik och har ofta spelat musik av svenska tonsättare såsom Daniel Börtz, Otto Olsson, Bengt Hambraeus, Torsten Nilsson och Siegfried Naumann.
Erik Lundkvist invaldes den 10 februari 1983 som ledamot nr 840 av Kungliga Musikaliska Akademien.

## Biografi

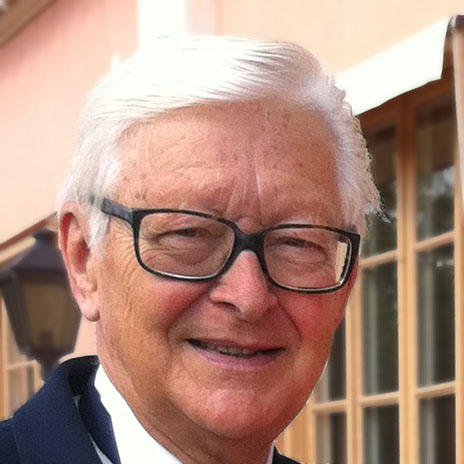
Erik Lundkvist.

Erik Lundkvist studerade vid Kungliga Musikhögskolan i Stockholm 1961-1970 och avlade där organist-kantors och musiklärarexamen, solistdiplom i orgel 1967 samt pianopedagogisk examen. Efter skilda förordnanden, bl.a. som biträdande domkyrkoorganist i Uppsala 1964-1965,  blev han organist i Gustaf Vasa kyrka 1971 och strax dessförinnan organist i Stockholms Konserthus och i Kungliga  Filharmoniska Orkestern. 
Lundkvist har bedrivit en omfattande internationell konsertverksamhet i Norden och övriga Europa, i forna Sovjetunionen, på Balkan, i USA och i Kanada, ofta engagerad av Rikskonserter med uppgift att vara ambassadör för svensk orgelkonst.Han har medverkat vid en rad internationella festivaler, varit engagerad av Bachgesellschaft i Leipzig, som också inbjöd honom att spela minneskonserten på Bachs dödsdag den 28 juli (1982) i Thomaskyrkan i Leipzig.
Lundkvists engagemang för svensk musik har yttrat sig i många föreläsningar om svensk musik vid främmande musikhögskolor, många artiklar i utländska musikjournaler, radioprogram för ”France Musique” etc. Han har stimulerat tonsättare att komponera för orgel och en rad svenska tonsättare har efterkommit denna uppmaning: Daniel Börtz, Sven-David Sandström,Torsten Nilsson, Valdemar Söderholm, Hans Holewa, Bengt Hambraeus, Siegfried Naumann, Lars-Erik Rosell, Anders Nilsson m.fl. samt uruppfört deras verk.
Lundkvist medverkade tillsammans med dåvarande konserthuschefen Bengt Olof Engström till byggandet av Stockholms Konserthusorgel (1982) och initierade där till en livlig konsertverksamhet med gästspel av samtidens största orgelkonstnärer.
Lundkvist har i sin egenskap som konserthusorganist uruppfört flera nya konserter för orgel och orkester samt medverkat som solist i Europeiska Radiounionens internationella sändningar som solist med både Sveriges Radios Symfoniorkester och Radiokören. Han har samarbetat med dirigenter som Zubin Mehta, Antal Dorati, Gennady Rozhdestvensky, Leonard Slatkin, Sakari Oramo, Esa-Pekka Salonen, John Eliot Gardiner m.fl.
Erik Lundkvist har deltagit i juryn vid en rad internationella orgeltävlingar ss Gelsenkirchen, Wiesbaden, Paris, Warszawa, Poznan, Calgary (Lübeck), Chartres etc.
Erik Lundkvist har varit huvudansvarig för Orgelfestivalerna i Stockholm alltsedan 1973, invaldes 1983 som ledamot av Kungliga Musikaliska Akademien samt är medlem i Föreningen Svenska Tonsättare (FST).Alltsedan 1999 är han ordförande i Musikaliska Konstföreningen, som sedan 1859 verkat som musikförlag med tonvikt på utgivning av samtida svensk musik.
För sina inspelningar har han belönats med flera utmärkelser, bl.a. Svenska Grammofonpriset 2 ggr., 1980 och 1982

## Diskografi
- Stockholm concert hall organ – 20th century Swedish organ music (2003)
- Konsert i Gustav Vasa kyrka 28 okt 2001 (2001)
- Songs and chamber music – Eskil Hemberg (2000)
- In between – Lars-Erik Rosell (1999)
- Credo symphoniacum and other organ works – Otto Olsson (1994)
- Vocal and instrumental works – Leif Thybo (1994)
- La voix du ciel (1993)
- Ariel – Anders Nilsson (1993)
- Karl-Erik Welin, Erik Lundkvist, organ (1991)